# Nemesborzova
Nemesborzova là một thị trấn thuộc hạt Szabolcs-Szatmár-Bereg, Hungary. Thị trấn này có diện tích 2,2 km², dân số năm 2010 là 79 người, mật độ 36 người/km².